# Бетти Кейн
Бетти Кейн (англ. Betty Kane) — супергерой, появившаяся в комиксах издательства DC Comics. Персонаж впервые появился в 1960-х годах как Бетти Кейн, «Бэтгёрл». Затем она сменила имя на «Бетт Кейн», и она взяла на себя роль Флеймбёрд.

## Создание
В пятидесятые годы XX века, когда комиксы про Бэтмена были ориентированы, главным образом, на детскую аудиторию, возникли спекуляции на тему относительно возможной гомосексуальности персонажа. Этот вопрос стал частью исследования психолога Фредерика Вертама в его книге «Совращение невинных», где он обрисовал собственную интерпретацию возможных намёков. По его словам, персонаж Бэтмена способен стимулировать сексуальные фантазии детей, в том числе возможные подсознательные гомосексуальные наклонности. Вертам считал, что причина тому — тонкие намёки в тексте историй о возможных интимных отношениях взрослого мужчины Бэтмена и его более юного напарника Робина. В результате подобных спекуляций, популярность комиксов снизилась, а издательства ввели систему цензурирования Comics Code Authority, чтобы опровергнуть спекуляции о гомосексуальности героического дуэта, DC ввели двух новых персонажей-женщин — Бэтвумен и Бэтгёрл, которые должны были выступить любовными интересами Бэтмена и Робина, соответственно.

## Биография

### До Кризиса
Первая Бэтгёрл появилась в Batman # 139 (апрель 1961) в роли Бетти Кейн, племянницы Кэти Кейн, также известной как Бэтвумен. Узнав двойную личность своей тети, Бетти убедила Batwoman обучить её как своего сайдкика.
Бэтвумен и Бэтгёрл были созданы для того, чтобы быть романтическими интересами для Бэтмена и Робина соответственно. Бэтгёрл появилась семь раз между 1961 и 1964 годами, но затем исчезла в 1964 году (вместе с Бэтвумен), когда новый редактор серии Batman Джулиус Шварц решил, что она и другие персонажи были слишком глупы. Исследователи предположили, что персонажи Бэтвумен (в 1956 году) и Бэтёгрл (в 1961 году) были частично представлены для опровержения утверждений о гомосексуализме в комиксах Бэтмена; В частности, постоянное утверждение о том, что Бэтмен и Робин были гомосексуалистами.
Позднее в 1970-х годах Бэтвумен и Бэтгёрл были возрождены и считались неактивными в течение нескольких лет. Бэтгёрл стала членом Teen Titans West. Тем не менее, она появилась только четыре раза в эту эпоху, в конце первоначального запуска журнала Teen Titans.

### После Кризиса
В посткризисной Вселенной DC персонаж, известный как Бэтвумен, был стерт (хотя было обнаружено, что её альтер эго, Кэти Кейн, существовала и была убита Лигой ассасинов). Племянница Бэтвумен, Бетти Кейн, тоже исчезла. В отличие от её тети, удаление Бетти из истории длилось недолго.
Увидев Робина в новостях, Бетт поклялась, что она привлечет его внимание, став супергероиней в маске. Обучаясь гимнастике и боевым искусствам, она создала личность Flamebird (и костюм, который напоминал её докризисную версию — костюм Бэтгёрл) и присоединилась к Titans West в надежде, что её заметит Робин. Молодой герой не был уверен, как справиться с её одержимостью и начал избегать её. После кратковременного отказа от маски супергероя, Бетт обнаружила, что ни победные теннисные турниры, ни достижения идеальных оценок в школе не сравнятся с острыми ощущениями геройских приключений. Она несколько раз пыталась воссоединить команду Titans West, но все попытки не увенчались успехом. Бетт снова отказалась от своей одержимости титанами, пока её не нашёл бывший Титан Виктор Стоун, собрал её вместе со всеми бывшими титанами повсюду, пытаясь защитить свою душу от Лиги Справедливости. Надеясь, что это приведет к официальному приглашению присоединиться к команде, Бетт была разочарована, когда узнала, что не нужна им.

### Бесконечный Кризис
Флеймбёрд появилась в Infinite Crisis # 4, чтобы сразиться с Супербоем с «Земли-Prime». В этой сюжетной линии было указано, что Флеймбёрд изначально была двойником с «Земли-2» для Bat-Girl с "Земли-1, и что после кризиса на бесконечных землях Флеймбёрд заменила Бэтгёрл на единственной оставшейся Земле. Флеймбёрд, наряду с большинством Общества Справедливости Америки, исчезла, когда Земля-2 возродилась. В «Villains United» Флеймбёрд (и другие герои, которые исчезли на Земле-два) вернулись к «Новой Земле» в какой-то момент после Infinite Crisis #6. Она была среди многих героев, собравшихся для борьбы с вторжением в Метрополис Секретного Общества Суперзлодеев. Teen Titans #38 показывается, что Флеймбёрд недолго служила Титанам в течение года.

### Взаимоотношения с Бэтвумен
После событий Бесконечного Кризиса выясняется, что Бетт — двоюродная сестра нынешней Бэтвумен, Кейт Кейн. В Detective Comics #856 Бетт переезжает в Готэм-Сити, чтобы поступить в Университет Готэма. В Detective Comics #862 Бетт сидит сгорбленная на кровати, глядя на свой костюм Флемберда и спрашивает Кейт, как «отпустить прошлое». Бетт была похищена сумасшедшим серийным убийцей, известным как «Резак». Далее она пробуждается, связанной и с завязанным ртом в мастерской убийцы. Резак планирует удалить уши Бетт так, как они являются частью плана создания идеальной женщины с помощью украденных частей тела. Бэтвумен спасает Бетт от убийцы и случайно раскрывает её личность. В конце рассказа Бетт пришла к Кейт в своем снаряжении Флеймбёрд, рассказывая, что хочет стать её новым партнёром. В конце концов Кейт соглашается тренировать Бетт и дает ей бесплатный серый военный костюм и кодовое имя Plebe. Позже Бэтт приобретает пиротехнические технологии и использует кодовое имя Огненный Ястреб.